# Turó del Molí Nou
El Turó del Molí Nou és una muntanya de 252 metres que es troba al municipi d'Ulldecona, a la comarca catalana del Montsià.
Geogràficament el Turó del Molí Nou constitueix una prolongació meridional de la Serra de Godall. Al cim podem trobar-hi un vèrtex geodèsic (referència 247164001).
S'hi troba un jaciment ibèric, que es va descobrir durant una intervenció arqueològica preventiva dels terrenys afectats pel projecte del Pla Hidrològic Nacional. S'hi han trobat traces del ferro-ibèric amb vores de gerres amb decoracions incises estriades, o pentinats irregular però també fragments de produccions més modernes com fragments d'ataifor revestit en verd monòcrom del món islàmic medieval.